# Исламское объединение Боснии и Герцеговины
Исламское объединение Боснии и Герцеговины (босн. Islamska zajednica u Bosni i Hercegovini, IZ BiH) ― духовное управление мусульман в Боснии и Герцеговине. Также признаётся в качестве высшего представительного органа мусульман в балканском регионе, особенно в Сербии (в Санджаке), Хорватии, Словении, Черногории и Венгрии.

## История
Исламская религиозная иерархия в Боснии и Герцеговине была утверждена декретом султана Османской империи 17 октября 1882 году во время австро-венгерской оккупации Боснии и Герцеговины. Верховным муфтием Боснии и Герцеговины стал Мустафа Хильми Хаджиомерович. Этим же декретом были утверждены 4 члена улема-меджлиса. После создания Королевства сербов, хорватов и словенцев резиденция руководства Исламского объединения, называвшегося по закону от 1930 года Исламским религиозным объединением Королевства Югославия (босн. Islamska vjerska zajednica u Kraljevini Jugoslaviji), находилась сначала в Белграде, а в 1936 году была переведена в Сараево. Исламское объединение Боснии и Герцеговины отделилось от Белграда в 1993 году, вскоре после провозглашения Боснии и Герцеговины независимым государством.
Исламское объединение Боснии и Герцеговины изначально имело слабую организацию, но с помощью Алии Изетбеговича, президента Боснии и Герцеговины, а также ряда ключевых военных лидеров, принадлежность к объединению стало частью боснийской национальной идентичности. Под руководством верховного муфтия Мустафы Церича, занимавшего эту должность с апреля 1993 до ноября 2012 года, Исламское объединение способствовало развитию боснийской культуры, а также сыграло значительную роль в политике страны и формированию боснийской культурной идентичности. Её влияние простирается за пределы общины верующих и привлекает многих из тех, кто ранее не были религиозными мусульманами во время социалистического периода Югославии. Объединение привлекает и боснийцев, живущих в сербском регионе Санджак и в других районах полуострова.

## Лидеры боснийских мусульман

### Верховные муфтии Боснии и Герцеговины
- Мустафа Хильми Хаджиомерович (1882―1893)
- Мехмед Теуфик Азабагич (1893―1909)
- Сулейман Шарац (1910―1912)
- Мехмед Джемалудин Чаушевич (1913―1930)

### Верховные муфтии Югославии
- Ибрагим Маглажлич(1930―1936)
  - Салих Сафвет Башич (1936—1938)
- Фехим Спахо (1938―1942)
  - Салих Сафвет Башич (1942―1947)
- Ибрагим Фежич (1947―1957)
- Сулейман Кемура (1957―1975)
- Наим Хаджиабдич (1975―1987)
- Састранегара Муджик (1987―1989)
  - Якуб Селимоски (1990―1991)
- Якуб Селимоски (1991―1993)

### Верховные муфтии Боснии и Герцеговины
- Мустафа Церич (1993―2012)
- Хусейн Кавазович (с 2012)

## Юрисдикция
Исламское объединение Боснии и Герцеговины во главе с верховным муфтием является высшей духовной властью для около четырёх миллионов мусульман. Исламское объединение Боснии и Герцеговины распространяет свою юрисдикцию по всей Боснии и Герцеговине, а также в Хорватии через муфтият в Загребе, в Словении и в боснийских религиозных общинах по всему миру.
Однако в Сербии есть спор по поводу того, какая исламская община имеет юрисдикцию над страной: боснийская или сербская. Муфтий Санджака, Муамер Зукорлич, который имеет поддержку со стороны бывшего верховного муфтия Мустафы Церича, настаивает на том, чтобы мусульмане в Сербии оставались под юрисдикцией Исламского объединения Боснии и Герцеговины, в то время как верховный муфтий в Сербии Адем Зиклич хочет расширить юрисдикцию Исламского объединения Сербии на всю страну. Его поддерживал покойный верховный муфтий Югославии Хамдия Юсуфпахич, а затем его сын Мухамед Юсуфпахич.
Исламская община Черногории, хотя формально не подпадает под юрисдикцию Исламского объединение Боснии и Герцеговины, признаёт верховного муфтия Боснии и Герцеговины в качестве высшего религиозного и морального авторитета мусульман в своей стране.
Высший духовный орган мусульман в Венгрии, Венгерский исламский совет, выразил готовность стать частью Исламского объединения Боснии и Герцеговины и признать верховного муфтия Боснии и Герцеговины в качестве высшего религиозного авторитета для венгерских мусульман.

## Межрелигиозные отношения
В 1997 году лидерами мусульманской, православной, католической и еврейской общин был создан Межрелигиозный совет Боснии и Герцеговины. Межрелигиозная организация была учреждена для использования возможностей регионального межрелигиозного диалога в мирном строительстве.